# XVIIe corps (armée de l'Union)
Le XVIIe corps est un corps d'armée de l'armée de l'Union pendant la guerre de Sécession. Il est organisé le 18 décembre 1862 dans le cadre de l'armée du Tennessee d'Ulysses S. Grant. Il est notamment commandé par le major général James B. McPherson et le major général Francis P. Blair II, et sert sur le théâtre occidental.

## Création
En octobre 1862, le XIIIe corps et XIVe corps sont créés sur le théâtre occidental. Au moment où il est créé, le XIIIe corps est constitué de l'ensemble de l'armée du Tennessee sous les ordres d'Ulysses S. Grant. Initialement Grant subdivise le corps en ailes droite, gauche et centre. Le major général James B. McPherson dirige le centre du XIIIe corps. Le 18 décembre 1862, le XIIIe corps est officiellement divisé. Le centre devient officiellement le XVIIe corps avec McPherson toujours à son commandement et est à l'origine composé de trois divisions sous les ordres de John A. Logan, John McArthur, et Isaac F. Quinby.

## Campagne de Vicksburg
La campagne de Vicksburg de Grant est la première opération du XVIIe corps. Il combat à la bataille de Raymond et capture Jackson aux côtés du XVe corps de William T. Sherman. Le 16 mai 1863, il porte le poids des combats lors de la bataille de Champion Hill. Pendant le siège de Vicksburg, il forme le centre des forces de l'Union.

## Chattanooga et Meridian
Alors que la plupart du XVIIe corps est laissé dans le Mississippi, William T. Sherman prend la deuxième division, dirigée par le brigadier général John E. Smith, afin de contribuer à la levée du siège de Chattanooga. Deux brigades de Smith (dirigées par Green Berry Raum et Karl Leopold Matthies) prennent une part importante dans la bataille de Missionary Ridge.
Dans l'hiver de 1863-1864, Sherman retourne à Vicksburg pour diriger la campagne de Meridian. McPherson conduit le corps lors de la campagne. Seuls les troisième et quatrième divisions et la troisième brigade de la première division y participent (la deuxième division étant toujours à Chattanooga).

## Campagne d'Atlanta
En 1864, le général McPherson assume le commandement de l'armée du Tennessee et pendant un court laps de temps, aucun officier n'est nommé à la tête du corps. Finalement, le major général Francis P. Blair, Jr en prend le commandement. Sherman transfère le reste du corps en Géorgie pour participer à campagne d'Atlanta. Seuls les troisième et quatrième divisions prennent part à la campagne et ces divisions manquent beaucoup des premières batailles, mais jouent un rôle majeur lors de la bataille de Kennesaw Mountain et la bataille d'Atlanta. La troisième division sous les ordres de Mortimer D. Leggett participe à des combats particulièrement durs sur Bald Hill. Bald Hill sera renommé Leggett's Hill en l'honneur du commandant de division. Après la chute d'Atlanta, en le général Blair prend un congé de l'armée, le général Thomas E. G. Ransom commande le XVIIe corps. Lorsque Ransom meurt de froid pendant la poursuite de l'armée de John Bell Hood, Blair revient peu de temps après au commandement du corps d'armée.

## Marche vers la mer et les Carolines
Blair conduit le corps lors de la marche de la mer et prend part à la prise de Savannah, en Géorgie. Le XVIIe corps combat exclusivement lors de la bataille de Salkehatchie River, où deux brigades de Blair vainquent une force confédérée qui tente de bloquer la traversée de la rivière de Sherman. Blair et le corps sont présents à la bataille de Bentonville, mais ne prennent pas une part active dans les combats.

## Division de la Red River
Une division qui faisait autrefois partie du XVIIe corps est baptisée division de la Red River ou division provisoire et est attachée à l'aile droite du XVIe corps sous les ordres de Andrew J. Smith. La division est dirigée par Thomas K. Smith et participe à de nombreuses batailles au cours de la campagne de Red River. La division de la Red River s'installe à Nashville. Elle est encore attachée au commandement d'A. J. Smith, cette fois seulement elle est baptisée troisième division du « détachement de l'armée du Tennessee ». La division est dirigée par le colonel Jonathan B. Moore et est légèrement engagée à la bataille de Nashville.

## Historique des commandements
| James B. McPherson   | 22 décembre 1862 – 12 mars 1864 |
| pas de commandant    | 12 mars 1864 – 4 mai 1864       |
| Francis P. Blair, Jr | 4 mai 1864 – 22 septembre 1864  |